# Mycetophila fereina
Mycetophila fereina är en tvåvingeart som beskrevs av Eberhard Plassmann och Schacht 2002. Mycetophila fereina ingår i släktet Mycetophila och familjen svampmyggor.
Artens utbredningsområde är Tyskland. Inga underarter finns listade i Catalogue of Life.